# هرقلية بلاد الرافدين
هرقلية بلاد الرافدين (الاسم العلمي:Heracleum mesopotamicum) هي نوع غير مؤكد من النباتات يتبع جنس الهرقلية من الفصيلة الخيمية. سمي هذا النوع نسبةً إلى بلاد الرافدين.